# 千乘郡
千乘郡（乘，音剩，漢語拼音：Shèng），中國漢代郡、國名。西漢初年屬齊郡。漢武帝時分齊郡置千乘郡，郡治在千乘縣（今山東省高青縣高城鎮北），屬青州刺史部。其地位於今山東省淄博市西北、濱州市中東部及東營市西部一帶。東漢置千乘國，後改為樂安國。
郡治遗址在今山东省滨州市青田街道樊家村西南500米处。该处有古漯水河道。

## 郡名起源
千乘郡得名於齊國城邑千乘。東周時一車四馬為一乘，大國有車千乘，號稱“千乘之國”。春秋時，齊景公有馬千乘，畋獵於青田之地，遂得名“千乘”。千乘城有南北二城，古漯水穿城而過。西漢初年置千乘縣，縣東為漯水入海處。

## 建置沿革
漢元封元年（前110年），漢武帝次子齊王劉閎薨，齊國除為郡。約在此後，武帝分齊郡置千乘郡。漢成帝綏和元年（前8年），千乘郡領十五縣：千乘、東鄒、溼沃、平安、博昌、蓼城、建信、狄、琅槐、樂安、被陽、高昌、繁安、高宛、延鄉。其地大致相當於今山東省高青縣、濱州市濱城區、博興縣的大部份地區，以及利津縣、沾化縣與桓台縣的一部份。漢平帝元始二年（2年），千乘郡有116727戶，490720人。
王莽改千乘為建信。東漢建武五年（29年），佔據青州、徐州的張步降漢。東鄒、溼沃、平安、建信、琅槐、被陽、高昌、繁安、延鄉九縣於東漢初年省併。漢明帝永平三年（60年），封皇子劉建為千乘王，置千乘國，次年劉建薨，國除為郡。又以齊國利縣置利侯國（今廣饒縣）、由北海國分出壽光侯國、益侯國（今壽光市一帶），劃入千乘郡。漢章帝建初四年（79年），封皇子劉伉為千乘王，復置千乘國。漢和帝永元七年（95年），改千乘國為樂安國。漢質帝本初元年（146年）樂安國除為樂安郡。